# Равензбург
Равенсбург (њем. Ravensburg) град је у њемачкој савезној држави Баден-Виртемберг. Једно је од 39 општинских средишта округа Равенсбург. Посједује регионалну шифру (AGS) 8436064.

## Географски и демографски подаци
Ревенсбург се налази 20 километара северно од Боденског језера на реци Шусен. Град се налази на надморској висини од 450 метара. Површина општине износи 92,0 km².

## Становништво
У самом граду је, према процјени из 2010. године, живјело 49.399 становника. Просјечна густина становништва износи 537 становника/km².

## Историја
Равензбург се први пут спомиње у писаним документима 1088. године. Основан је од стране породице Велф, франачке династије у Швапској, која је касније добила војводства Баварску и Саксонију, сазидавши замак Равензбург као своје главно седиште. Уговором о наслеђивању, 1191. године, Фридрих Барбароса, из краљевске породице Хоенштауфен је стекао власништво над Равензбургом од свог стрица Велфа Шестог, војводе од Сполета. Смрћу Конрадина, званог „Дечак“ 1268. године у Напуљу, лоза Хоенштауфен постепено нестаје. Свето римско царство преузима власништво над поседима породице Хоенштауфен. Као и многи други градови у Швапској, и Равензбург добија статус слободног краљевског града 1276. године. Равензбург је био од 1276. до 1803. самосталан град под влашћу династије Хабзбурговца. У средњем веку Равензбург је био важан економски и трговачки центар у Европи. Тзв. Велико равензбуршко економско друштво (њем. Große Ravensburger Handelsgesellschaft) имало је трговине и фабрике по целој Европи.
Историјско језгро града је нетакнуто, укључујући и три градске капије и десет кула средњовековног утврђења. За време Тридесетогодишњег рата, град и стари замак, звани "Veitsburg", био је разорен од стране шведских трупа. За време Другог светског рата град није имао неки стратешки војни значај, као на пример Фридрихсхафен (њем. Friedrichshafen), у коме је била смештена авио-индустрија. Био је велики дистрибутивни центар швајцарског Црвеног крста, те град није бомбардован током рата, па је његово старо језгро остало нетакнуто. Градско језгро је потпуно обновљено 1980, и од тада је забрањен било какав саобраћај унутар њега. Најпопуларнији градски фестивал је "Rutenfest“, који се одржава средином године.

## Међународна сарадња
| Мјесто          | Држава               | Врста сарадње | Од    |
| --------------- | -------------------- | ------------- | ----- |
| Риволи          | Италија              | партнерство   | 1983. |
| Веветенанго     | Гватемала            | контакт       | 1992. |
| Ронда-Кинон-Таф | Уједињено Краљевство | партнерство   | 1993. |
| Вараждин        | Хрватска             | партнерство   | 2002. |
| Монтелимар      | Француска            | партнерство   | 1965. |
| Санкт Магдалена | Аустрија             | партнерство   | 1982. |
| Хитизау         | Аустрија             | партнерство   | 1976. |
| Мољет дел Ваљес | Шпанија              | контакт       | 2002. |
| Бурса           | Турска               | контакт       | 1994. |
| Брест           | Бјелорусија          | партнерство   | 1990. |
| Нахарија        | Израел               | контакт       | 1990. |
| Извор           |                      |               |       |